# Третья битва за Брегу
Третья битва за Брегу — одно из сражений гражданской войны в Ливии. Штурм Бреги проходил в рамках контрнаступления лоялистов на восточном фронте, во многом осуществлённом благодаря военным советникам из Белоруссии, которые смогли организовать ливийскую правительственную армию после ряда поражений и начала иностранной интервенции.

## Хронология событий
31 марта стало известно, что правительственные войска Каддафи заняли Брегу. Однако силы повстанцев попытались отбить город назад. Первая попытка штурма продлилась всего 5 минут, после чего повстанцы под огнём тяжёлой артиллерии вынуждены были отступить. Позже позиции лоялистов в городе подверглись бомбардировке авиации НАТО. Воспользовавшись моментом, как сообщается, повстанцы сумели войти в Брегу (северо-восточная часть города, Район 3), после чего завязались уличные бои. К концу дня, после тяжёлого боя, лоялисты отбили контратаку повстанцев на город и восстановили полный контроль над городом.
1—2 апреля бои на восточных окраинах Бреги продолжались. Сообщается, что авиация НАТО по ошибке нанесла удар по группе повстанцев возле Бреги, вследствие чего 14 человек погибло. Сообщается также о том, что другая группа повстанцев попала в засаду возле университета, где находились значительные силы лоялистов. После этого повстанцы отступили.
3—4 апреля бои шли в районе университета Бреги, повстанцам удалось проникнуть в район 3 в восточной части города. Однако и там продолжались бои. Началась эвакуация жителей Новой Бреги (район 3).
5 апреля сообщалось, что лоялисты накануне ночью устроили засаду, в которую повстанцы попали на следующий день. После этого повстанцы были вытеснены с города и отступили на 5 километров.
6 апреля как сообщалось, повстанцы отступили от Бреги и закрепились в «районе 40» (Эль-Арбин) между Брегой и Адждабией.
7 апреля авиация НАТО по ошибке уничтожила несколько трофейных танков повстанцев, в результате чего от 10 до 13 человек погибло и ещё от 14 до 22 человек было ранено. Ещё 5 танков было повреждено.
Воспользовавшись замешательством повстанцев, правительственные войска предприняли новый артиллерийский удар по позициям повстанцев, после чего те отступили к Адждабии, которая уже была в зоне досягаемости артиллерии правительственных войск.

## Значение
После взятия Бреги лоялисты атаковали Адждабию, но на этом активная фаза боевых действий закончилась и началась патовая военно-политическая ситуация, которая продолжалась до июля.